# Tarentin
 (avril 2019).
Si vous disposez d'ouvrages ou d'articles de référence ou si vous connaissez des sites web de qualité traitant du thème abordé ici, merci de compléter l'article en donnant les références utiles à sa vérifiabilité et en les liant à la section « Notes et références ».

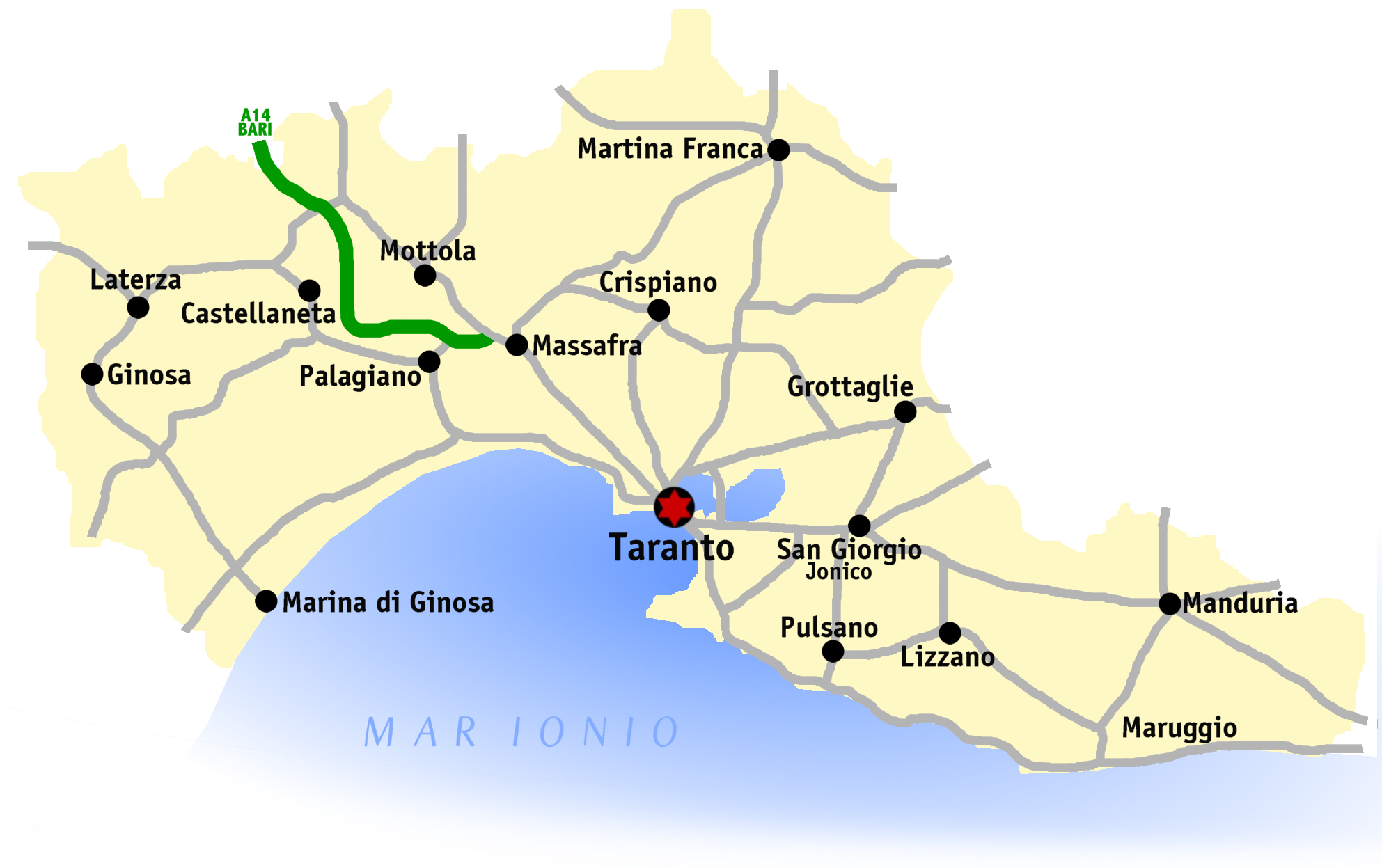
La province de Tarente, dans les Pouilles. Le chef-lieu est le port cosmopolite de Tarente

Le tarentin (tarandine) est une langue parlée dans la province de Tarente, en Italie, notamment à Tarente et dans ses alentours. Sa classification linguistique suscite controverse, étant donné la situation géographique de la province de Tarente, on tend à le classer parmi les dialectes apuliens-salentins voire du salentin mais le tarentin est une langue totalement distincte des dialectes italiens méridionaux extrêmes et fait partie des dialectes italo-romans de type méridional.

Par ailleurs, il existe un dialecte dénommé tarentin méridional qui est parlé dans la partie sud de la province de Tarente. Ce dialecte est, quant à lui, une variante du système linguistique sicilien.

La spécificité du tarentin tient en la richesse de son vocabulaire. En effet, le vocabulaire tarentin est influencé tant par le latin et le grec que par le castillan, le portugais, les langues berbères, l'arabe, le turc, le catalan, le roumain, l'albanais, l'occitan, le dalmate, le serbe, le corse, l'anglais, le celtique, l'allemand et l'hébreu comme l'a démontré le linguiste Gerhard Rohlfs.

## Vocabulaire

### Verbe être
| Français        | Tarentin                 |
| --------------- | ------------------------ |
| (Je) suis       | (Ije) so                 |
| (Tu) es         | (Tune) sì / sìnde        |
| (Il / Elle) est | (Jidde / Jèdde) jè / éte |
| (Nous) sommes   | (Nuje) síme              |
| (Vous) êtes     | (Vuje) síte              |
| (Ils) sont      | (Lóre) sò/sònde          |

### Verbe avoir
| Français      | Tarentin                  |
| ------------- | ------------------------- |
| (J') ai       | (Ije) hagghie             |
| (Tu) as       | (Tune) hé                 |
| (Il / Elle) a | (Jidde / Jèdde) ha / have |
| (Nous) avons  | (Nuje) ame                |
| (Vous) avez   | (Vuje) avíte              |
| (Ils) ont     | (Lóre) honne              |